# Anadoluvius
Genre
Espèce
Anadoluvius est un genre fossile de grands singes de la sous-famille des homininés, décrit en 2023 à partir d'un ensemble de fossiles découverts en 2015 sur le site de Corakyerler, en Anatolie centrale (Turquie). Les fossiles comprennent notamment un crâne partiel, dont la majeure partie de la face et de la boite crânienne sont conservées et qui suggère un cerveau relativement volumineux. 

## Historique
L'espèce Ouranopithecus turkae avait été décrite en 2007 sur la base d'un palais et maxillaire fossile fragmentaire trouvé sur le site de Çorakyerler, situé en Anatolie centrale. Les nouveaux fossiles trouvés en 2015 sur le même site, daté de 8,7 millions d'années (Ma), ont permis aux découvreurs de réattribuer le fossile précédent au nouveau genre Anadoluvius. 

## Description
Le poids total du spécimen est estimé entre 50 et 60 kg. Sa puissante mâchoire munie de grandes dents à l'émail épais indique qu’il se nourrissait d’aliments coriaces, tels que des racines et des rhizomes, ce qui suggère la nécessité de passer beaucoup de temps au sol.

## Analyse
Les trois genres d'homininés du Miocène supérieur connus à ce jour dans les Balkans et en Anatolie, à savoir l'Ouranopithèque, le Grécopithèque et Anadoluvius, couvrent une période allant de 9,6 à 7,2 millions d'années. L'équipe de chercheurs dirigée par David Begun, de l’université de Toronto, et Ayla Sevim-Erol, de l’université d’Ankara, suggère que les homininés ont d’abord vu le jour en Europe avant de se diffuser en Afrique il y a entre 9 et 7 millions d’années. La confusion de la vulgarisation entre homininés et hominiens a pu faire croire à une origine de la lignée humaine en dehors de l'Afrique, chose que ne prétend pas cette équipe.

## Systématique
Le genre Anadoluvius a été créé en 2023 par Ayla Sevim-Erol (d), David Rene Begun (d), Alper Yener Yavuz (d), Erhan Tarhan (d), Çilem Sönmez-Sözer (d), Serdar Mayda (d), Lars Walter van den Hoek Ostende (d), Robert M. G. Martin (d) et Mehmet Cihat Alçiçek (d).
L'espèce Anadoluvius turkae a été décrite pour la première fois en 2007 sous le protonyme Ouranopithecus turkae par Erksin Savaş Güleç (d), Ayla Sevim-Erol (d), Cesur Pehlevan (d) et Ferhat Kaya (d).

### Publication originale
- (en) Ayla Sevim-Erol, David R. Begun, Alper Yavuz, Erhan Tarhan, Çilem Sönmez Sözer, Serdar Mayda, Lars W. van den Hoek Ostend, Robert M. G. Martin et M. Cihat Alçiçek, « A new ape from Türkiye and the radiation of late Miocene hominines », Communications Biology, NPG, vol. 6, no 842,‎ août 2023, p. 1-10 (ISSN 2399-3642, DOI 10.1038/S42003-023-05210-5, lire en ligne).